# Левкове (Вілейський район)
Левкове (біл. вёска Ляўкова) — село в складі Вілейського району Мінської області, Білорусь. Село підпорядковане В'язинській сільській раді, розташоване в північній частині області.